# Alloformica flavicornis
Alloformica flavicornis är en myrart som först beskrevs av Kuznetsov-ugamsky 1926.  Alloformica flavicornis ingår i släktet Alloformica och familjen myror. Inga underarter finns listade i Catalogue of Life.

## Bildgalleri

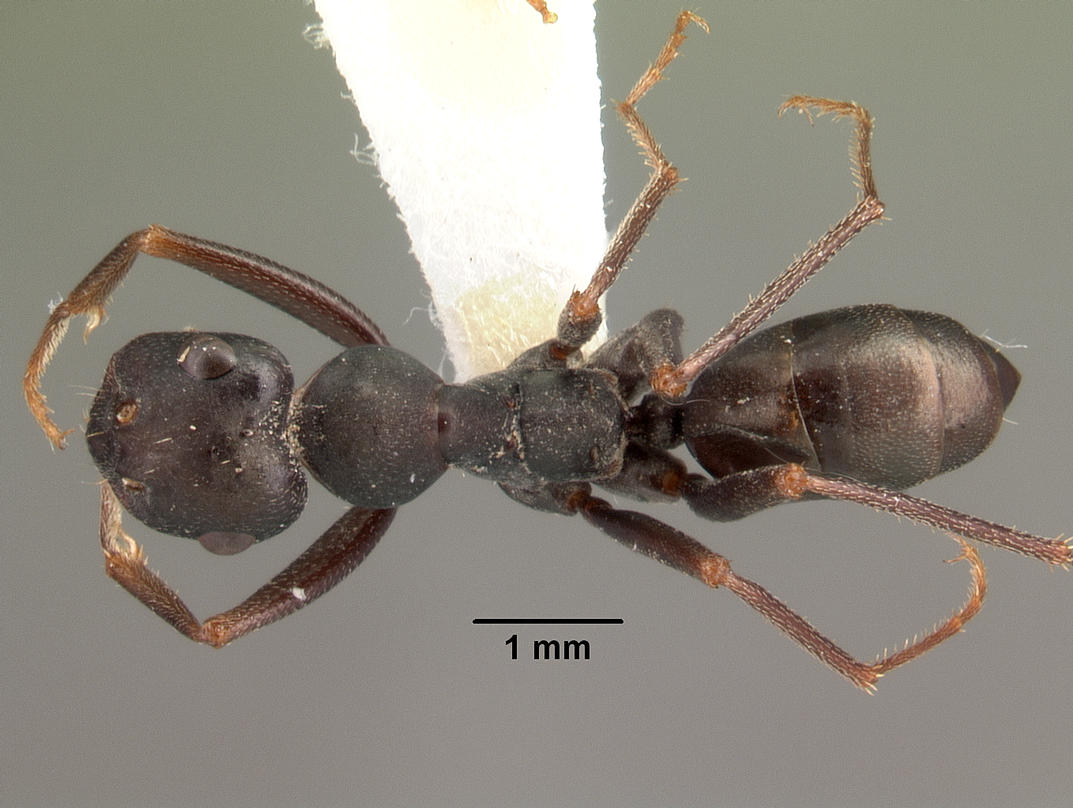
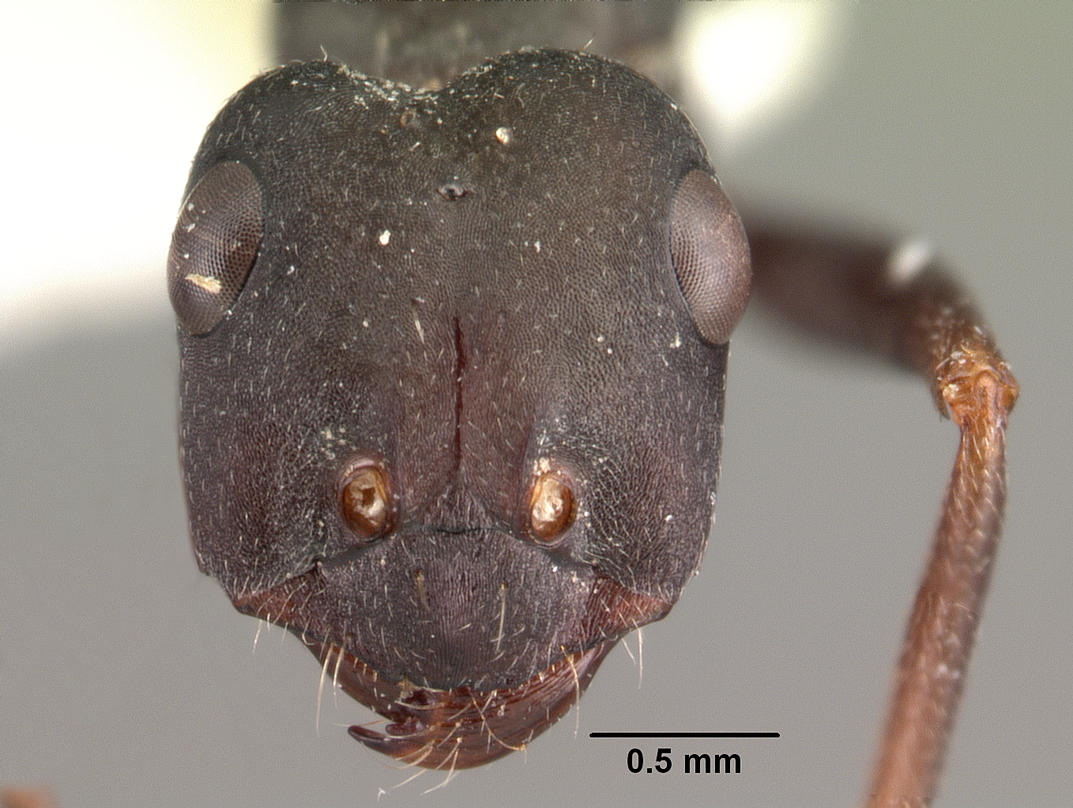
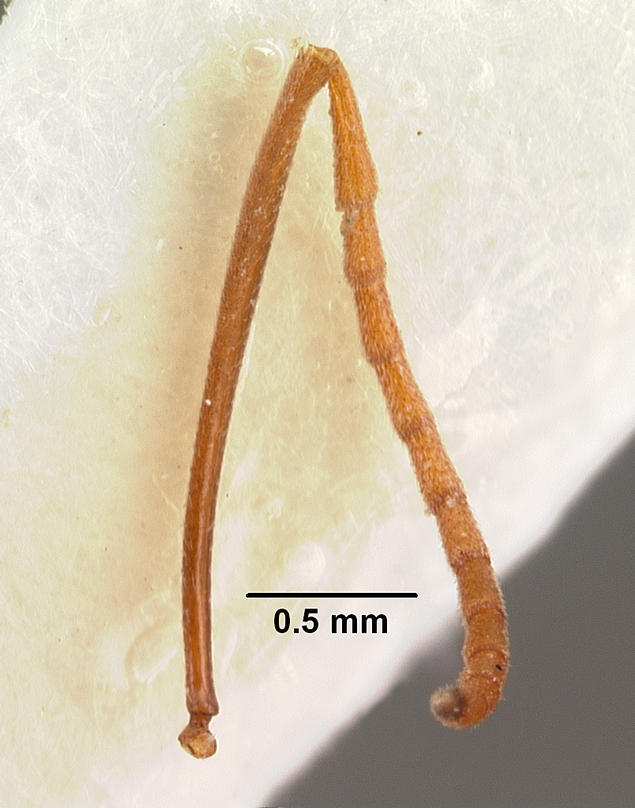
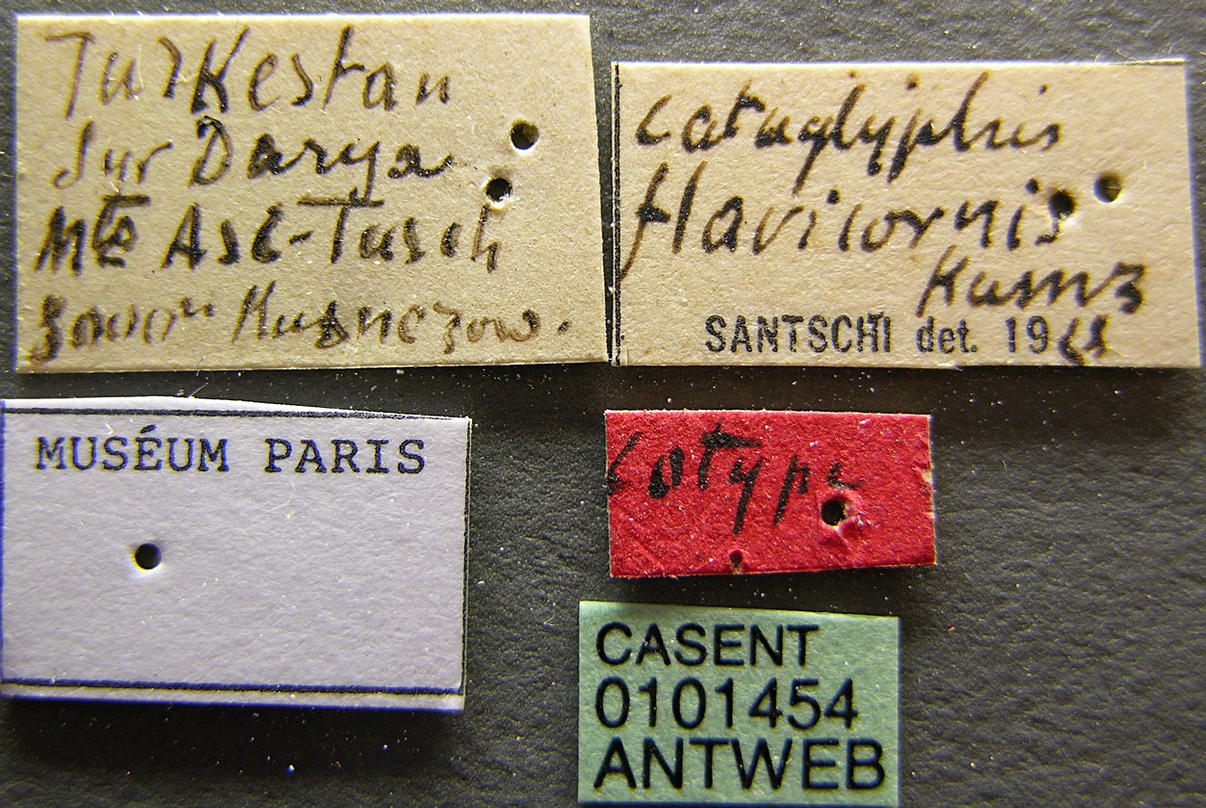
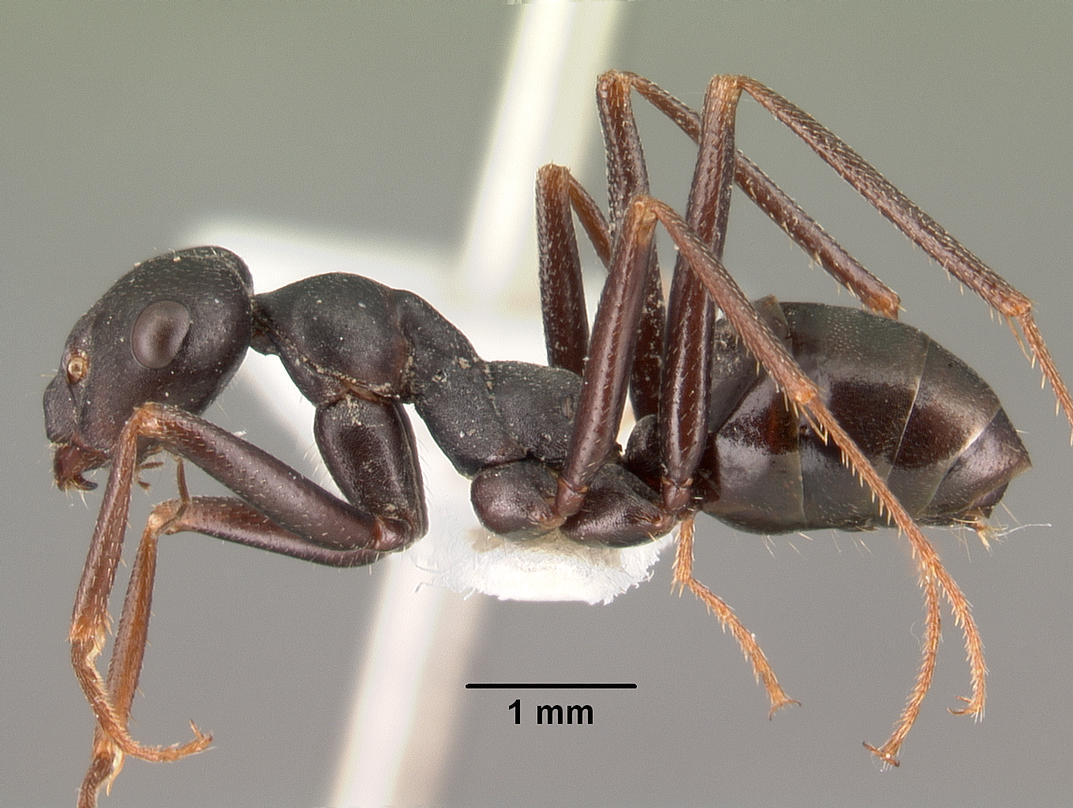